# Behandlingstanken
Behandlingstanken är en kriminalpolitisk idé som innebär att påföljder för brott bör utformas med syfte att rehabilitera den dömde, snarare än att enbart straffa. Begreppet är nära kopplat till socialskyddsrörelsen i Sverige och präglade under lång tid kriminalpolitiken, skärkilt i de nordiska länderna. Behandlingstanken har haft särskild betydelse inom ungdomsvård och rättspsykiatrisk vård.

## Innehåll
Behandlingstanken utgår från att brottslighet ofta är ett uttryck för sociala problem, psykisk ohälsa eller andra bakomliggande faktorer. I stället för att betrakta brott som ett resultat av moralisk skuld, ses brottslingen som en individ i behov av stöd och åtgärder.
Centrala inslag i behandlingstanken är: 
- Individanpassade påföljder
- Fokus på rehabilitering och återanpassning till samhället
- Alternativa påföljder till fängelse, såsom skyddstillsyn, ungdomsvård och rättspsykiatrisk vård
- Särskild tonvikt på insatser för unga lagöverträdare

## Historisk utveckling
Behandlingstanken började få genomslag i svensk rätt under mitten av 1900-talet och fick en särskilt stark ställning genom Brottsbalken (1965:700). I denna lag betonades individanpassade straff och möjligheten att använda alternativa påföljder för att främja återanpassning till samhället.
Under samma period stärktes sociala insatser genom Socialtjänstlagen (1980:620), och Lag (1990:52) med särskilda bestämmelser om vård av unga (LVU) introducerades, vilket gav möjligheter till tvångsåtgärder när ungas utveckling var allvarligt hotad. SOU 1981:90 underströk behandlingstankens betydelse i hanteringen av unga lagöverträdare, där åtgärder som syftade till vård och social rehabilitering prioriterades före traditionella straffrättsliga sanktioner.

## Kritik och förändring
Från 1970-talet växte kritiken mot behandlingstanken. Bland annat påpekades att behandlingsbaserade påföljder kunde leda till rättsosäkerhet, eftersom påföljder riskerade att bli oproportionerliga i förhållande till brottets svårighetsgrad. Kritiker lyfte fram vikten av proportionalitet och likhet inför lagen, där samma brott borde ge likartade påföljder oavsett gärningsmannens personliga omständigheter (se Nyklassiska skolan). SOU 2000:105 visade på ett växande behov av att balansera behandlingstanken mot rättssäkerhetsprinciper och proportionalitetstänkande i ungdomspåföljder. Utredningen pekade på en rörelse mot tydligare och mer förutsägbara påföljdssystem, även för unga.

## Påverkan på ungdomsrätten
Trots kritik mot behandlingstanken lever dess principer kvar inom ungdomsrätten. LVU och Socialtjänstlagen utgör fortfarande grunden för att sociala åtgärder kan ersätta eller komplettera straffrättsliga påföljder vid brott begångna av unga. Särskilda ungdomshem, skyddstillsyn, ungdomstjänst och vårdplanering genom Socialtjänsten syftar ofta till att minska risken för återfall och att främja en positiv utveckling hos unga lagöverträdare.